# ハン・ヨンエ
ハン・ヨンエ（ 1956年7月〜）は大韓民国の女性歌手でありミュージシャン（シンガーソングライター）であり、演劇女優兼ミュージカル女優である。

## 経歴
ハン・ヨンエはソウル女子高校を経てソウル芸術専門大学演劇科を出た。 1976年「ひまわり(해바라기)」のメンバーとして参加して歌謡界にデビューし、1978年劇団「自由(자유)」で演劇にデビューした。 1982年「すずめを乗せた潜水艦(참새를 태운 잠수함)」のメンバーとして活動し、 1986年4月に新村のカフェ「レッドツェッペリン」でオム・インホ、キム・ビョンホ（ギター・ボーカル）、イ・ジョンソン（ギター・ハーモニカ・ボーカル）、キム・ヒョンシク（ボーカル）と共にシンチョン・ブルースを結成した。 1995年から現在まで大衆歌謡作詞会である「詩樂檜（詩楽会）」会員としても活動している。
大衆音楽専門誌サブ(SUB)が1998年12月号で選定した「韓国大衆音楽史100大名盤」にハン・ヨンエの2枚目のアルバム『見つめる(바라본다)』と4集『吹けよ風(불어오라 바람아)』が33位と48位に選ばれ、 2007年、京郷新聞とカスム・ネットワークが選定した「韓国大衆音楽100大名盤」で「見つめる(바라본다)」が19位に上がった 。

## 学歴
- ソウル女子高校卒業
- フランスパリ市立音楽院中退
- ソウル芸術専門大学演劇学科専門学士

## 発表アルバム
- 非正規1集《昨日の夜の夢。遠くに去ったあなた (어젯밤 꿈. 먼 길 떠난 임)》1977年
- 1集《瀬目 (여울목)》1986年
- 2集《見つめる (바라본다)》1988年
- 3集《ハン・ヨンエ 1992 》1992年
- 公演実況アルバム『アウソン(아우성)』1993年
- 4集《吹けよ風 (불어오라 바람아)》1995年
- 5集 《ナンダナンダナン・ダ (난다 난다 난·다)》1999年
- 6集《955》2003年
- 7集《シャキポ(샤키포)》2014年

## 出演作

### 演劇
- ダッチマン (더치맨)
- 孤独という名前の女性 (고독이라는 이름의 여인)
- 初婚 (초혼)
- 何になるのか（なだれ駅）｟무엇이 될고하니(달래역)｠
- 永遠のディオラ (영원한 디올라)
- 環境劇 Ocean World (환경극 Ocean World)

### ミュージカル
- 《地下鉄1号線 (지하철 1호선)》
- 《オペラ座の怪人 (오페라의 유령)》
- 《シェルブールの傘 (쉘부르의 우산)》

### 映画
- 2003年《春の日のクマが好きですか？ (봄날의 곰을 좋아하세요?) 》 - キム・ジンソプ役

### テレビ番組
- 1995年MBC 《東洋芸術舞台》
- 1996年KBS 《イソラのプロポーズ》
- 1998年MBC 《日曜芸術舞台》
- 1999年KBS 《イソラのプロポーズ》
- 1999年MBC 《音楽キャンプ》
- 2003年大邱MBC 《テレコンサート自由》
- 2006年～ KBS 《コンサート7080 》
- 2009年MBC 《音楽旅行ラララ》
- 2009年SBS 《キム・ジョンウンのチョコレート》
- 2011年KBS 《ユ・ヒヨルのスケッチブック》
- 2012年MBC 《私は歌手だⅡ 》
- 2012年Mnet 《ボイスコリア》
- 2012年TVN 《ペク・ジヨンのピープルINSIDE 》
- 2013年MBC 《スターオーディション偉大な誕生3 》
- 2013年Mnet 《ユン・ドヒョンのMUST 》
- 2013年Mnet 《春夏秋冬の森》
- 2015年EBS 《スペース共感》
- 2016年テレビ朝鮮《人生ドキュメンタリーマイウェイ》
- 2017年SBS 《ファンタスティックデュオ》
- 2017年KBS 《朝庭》

### ラジオ番組
- 2004年EBS 《ハン・ヨンエの文化1ページ》
- 2015年EBS 《EBS本読むラジオ朗読シリーズ》
- 2017年～国楽放送《ハン・ヨンエの文化時代》